# JOCスポーツ賞
JOCスポーツ賞（ジェーオーシースポーツしょう）は、日本オリンピック委員会（略称：JOC）が制定する賞。「年度賞」及び「特別栄誉賞」、「特別貢献賞」、「トップアスリートサポート賞」、「オリンピック・オーダー」の4つからなる。

## 概要
年度賞は、日本オリンピック委員会に加盟する各種スポーツ団体の選手、指導者を対象に当該年度において各競技で優れた成績を挙げた選手およびチーム、指導者を表彰する賞で、（最優秀賞、優秀賞、新人賞、特別功労賞）の4種類からなる。このうち最優秀賞のみ1人または1チームに限り、その他は若干名という規定がある。
特別栄誉賞は、該当者なしの場合もあり、大きなトロフィーとメダル、目録が贈呈される。
特別貢献賞は、日本オリンピック委員会に対し積極的に協力、貢献した選手および加盟団体を対象に表彰する。
トップアスリートサポート賞は、選手強化の基盤を支える企業および学校等を表彰する賞で、最優秀団体賞、優秀団体賞の2種類からなる。このうち最優秀団体賞には1企業または1学校、優秀団体賞は若干という規程がある。
JOCオーダーは、オリンピック活動を世界に広げる運動（オリンピックムーブメント）に多大な貢献をした者を表彰する賞。
このうち年度賞、特別栄誉賞、特別貢献賞、トップアスリートサポート賞の受賞者及び団体等には、正賞と副賞が贈呈される。
2020年度については、新型コロナウィルス感染症拡大の影響によりスポーツ大会が中止になったことが相次いだため、表彰そのものが中止となった。

## 受賞者一覧

### 年度賞
| 年度   | 最優秀賞                                              | 特別栄誉賞                                              | 優秀賞 | 新人賞 | 特別功労賞 |
| ------ | ----------------------------------------------------- | ------------------------------------------------------- | --- | --- | --- |
| 1991年 | ■ノルディック複合 荻原健司 河野孝典 三ヶ田礼一        | 該当者なし                                              | ■陸上 谷口浩美 | 該当者なし | ■陸上 宗茂 |
| 1992年 | ■柔道 古賀稔彦                                        | ■ノルディック複合 荻原健司                              | ■競泳 岩崎恭子 ■柔道 吉田秀彦 | 該当者なし | ■陸上 有森裕子 ■クレー射撃 渡辺和三 |
| 1993年 | ■陸上 浅利純子                                        | ■ノルディック複合 河野孝典 荻原健司                     | ■柔道 田村亮子 園田隆二 中村行成 中村佳央 | ■モーグル 里谷多英 | ■陸上 鈴木従道 ■スピードスケート 橋本聖子 |
| 1994年 | ■ノルディック複合 阿部雅司 河野孝典 荻原健司 荻原次晴 | ■ノルディック複合 荻原健司                              | ■スキージャンプ 岡部孝信 | ■陸上 山崎陽子 | ■スピードスケート 清水宏保 白幡圭史 ■シンクロ 奥野史子 |
| 1995年 | ■柔道 田村亮子                                        | 該当者なし                                              | ■スピードスケート 清水宏保 堀井学 野明弘幸 | ■スピードスケート 今井裕介 | ■柔道 稲田明 |
| 1996年 | ■柔道 恵本裕子                                        | 該当者なし                                              | ■柔道 中村兼三 野村忠宏 | ■競泳 青山綾里 | ■陸上 有森裕子 ■ヨット 重由美子 木下アリーシア ■野球 杉浦正則                                                                                                 |
| 1997年 | 該当者なし                                            | ■スキージャンプ 船木和喜 ■スピードスケート 清水宏保     | ■スキージャンプ 岡部孝信 斉藤浩哉 原田雅彦 船木和喜 ■モーグル 里谷多英 ■ショートトラック 西谷岳文                                                                        | ■スピードスケート 外ノ池亜希 | ■スキージャンプ 小野学 ■スピードスケート 石幡忠雄 ■陸上 鈴木博美 ■柔道 阿武教子                                                                               |
| 1998年 | ■スキージャンプ 船木和喜 宮平秀治 原田雅彦            | 該当者なし                                              | ■スピードスケート 清水宏保 | ■柔道 棟田康幸 | ■陸上 伊東浩司 ■レスリング 浜口京子 ■相撲 田宮啓司 ■空手 迫裕美 ■バスケットボール 能代工業高校                                                                |
| 1999年 | ■柔道 篠原信一                                        | 該当者なし                                              | ■スピードスケート 清水宏保 | ■ソフトボール ソフトボール日本代表 | ■柔道 吉田秀彦 楢崎教子 |
| 2000年 | ■陸上 高橋尚子                                        | ■柔道 野村忠宏 田村亮子                                 | ■柔道 瀧本誠 井上康生 ■スピードスケート 清水宏保 | ■ノルディック複合 小林範仁 ■スピードスケート 土井槙悟 ■相撲 前田勝 | ■シンクロ シンクロ日本代表 ■ソフトボール ソフトボール日本代表                                                                                                 |
| 2001年 | ■シンクロ 立花美哉 武田美保                           | 該当者なし                                              | ■柔道 井上康生 | ■フィギュアスケート 髙橋大輔 | ■スピードスケート 清水宏保 ■モーグル 里谷多英 ■陸上 室伏広治                                                                                                  |
| 2002年 | ■競泳 北島康介                                        | 該当者なし                                              | ■レスリング 吉田沙保里 ■空手 若井敦子 | ■陸上 三村芙実 ■フィギュアスケート 太田由希奈 | ■フィギュアスケート 荒川静香 ■アイスホッケー アイスホッケー日本代表                                                                                           |
| 2003年 | ■体操 鹿島丈博                                        | 該当者なし                                              | ■レスリング 伊調千春 伊調馨 ■柔道 棟田康幸 | ■卓球 村守実 岸川聖也 | ■陸上 末續慎吾 ■剣道 剣道日本代表 |
| 2004年 | ■陸上 野口みずき                                      | ■競泳 柴田亜衣 ■体操 体操日本代表                       | ■レスリング 吉田沙保里 ■柔道 鈴木桂治 塚田真希 | ■フィギュアスケート 浅田真央 | ■セーリング 関一人 轟賢二郎 ■アーチェリー 山本博 |
| 2005年 | ■フィギュアスケート 荒川静香                          | 該当者なし                                              | ■体操 冨田洋之 ■レスリング 吉田沙保里 ■柔道 薪谷翠 | ■フィギュアスケート 小塚崇彦 | ■アルペンスキー 皆川賢太郎 ■モーグル 上村愛子 ■スピードスケート 岡崎朋美                                                                                      |
| 2006年 | ■フィギュアスケート 安藤美姫                          | 該当者なし                                              | ■空手 荒賀知子 | ■卓球 松平健太 | ■陸上 池田久美子 ■フィギュアスケート 髙橋大輔 ■競泳 競泳日本代表                                                                                              |
| 2007年 | ■フィギュアスケート 浅田真央                          | 該当者なし                                              | ■モーグル 上村愛子 | 該当者なし | ■クロスカントリースキー 夏見円 ■フェンシング フェンシング女子日本代表 ■バドミントン 坂本修一 池田信太郎                                                       |
| 2008年 | ■ソフトボール ソフトボール日本代表                    | ■競泳 北島康介                                          | ■柔道 内柴正人 谷本歩実 上野雅恵 | ■アーチェリー 圖師未希絵 | ■レスリング レスリング女子日本代表 ■フェンシング 太田雄貴 ■陸上 陸上競技日本代表                                                                              |
| 2009年 | ■フィギュアスケート 浅田真央                          | 該当者なし                                              | ■フィギュアスケート 髙橋大輔 ■競泳 古賀淳也 ■体操 内村航平 ■柔道 上野順恵                                                                                                | ■フィギュアスケート 羽生結弦 村上佳菜子 | ■陸上 村上幸史 ■スピードスケート 女子チームパシュート日本代表                                                                                                 |
| 2010年 | ■レスリング 吉田沙保里                                | 該当者なし                                              | ■体操 内村航平 ■柔道 杉本美香 ■ライフル射撃 松田知幸 | ■陸上 飯塚翔太 | ■バレーボール バレーボール全日本女子 ■卓球 卓球女子日本代表 ■カヌー 北本忍                                                                                    |
| 2011年 | ■体操 内村航平                                        | 該当者なし                                              | ■陸上 室伏広治 ■サッカー サッカー日本女子代表 | ■競泳 渡部香生子 ■スキージャンプ 髙梨沙羅 | ■ノルディック複合 渡部暁斗 ■テニス 錦織圭 ■ボクシング 村田諒太                                                                                                |
| 2012年 | ■体操 内村航平                                        | ■レスリング 吉田沙保里                                  | ■ボクシング 村田諒太 ■レスリング 米満達弘 小原日登美 伊調馨 ■柔道 松本薫 ■スキージャンプ 髙梨沙羅                                                                        | ■競泳 萩野公介 | ■サッカー サッカー日本女子代表 ■重量挙げ 三宅宏実 ■卓球 卓球女子日本代表 ■バドミントン 垣岩令佳 藤井瑞希 ■フェンシング フェンシングフルーレ男子日本代表       |
| 2013年 | ■フィギュアスケート 羽生結弦                          | ■体操 内村航平                                          | ■競泳 瀬戸大也 ■体操 亀山耕平 ■レスリング 吉田沙保里 伊調馨 ■柔道 海老沼匡 ■スキージャンプ 髙梨沙羅 ■フィギュアスケート 浅田真央                                         | ■体操 白井健三 ■柔道 髙藤直寿 | ■スキージャンプ 葛西紀明 ■ノルディック複合 渡部暁斗 ■スノーボード 平野歩夢 竹内智香                                                                           |
| 2014年 | ■体操 内村航平                                        | ■レスリング 伊調馨                                      | ■競泳 萩野公介 ■レスリング 吉田沙保里 ■バドミントン トマス杯男子日本代表 ■スピードスケート 女子チームパシュート                                                          | ■サッカー U-17サッカー日本女子代表 ■スノーボード 鬼塚雅 ■柔道 近藤亜美 ■バドミントン 山口茜 ■テニス 錦織圭 ■フリースタイルスキー 小野塚彩那 ■バドミントン 小平奈緒             | |
| 2015年 | ■体操 体操男子日本代表                                | ■スキージャンプ 髙梨沙羅                                | ■競泳 瀬戸大也 渡部香生子 ■体操 内村航平 ■レスリング 吉田沙保里 伊調馨 ■柔道 中村美里                                                                                    | ■陸上 サニブラウン・アブデル・ハキーム ■競泳 池江璃花子 | ■フィギュアスケート 羽生結弦 ■フェンシング 太田雄貴 ■ラグビー ラグビーW杯男子日本代表 ■テコンドー 濱田真由                                                    |
| 2016年 | ■レスリング 伊調馨                                    | ■体操 内村航平                                          | ■競泳 萩野公介 ■モーグル 堀島行真 ■スピードスケート 小平奈緒 ■柔道 大野将平 ■バドミントン 髙橋礼華 松友美佐紀                                                            | ■レスリング 向田真優 ■卓球 張本智和 ■フェンシング 敷根崇裕 | ■陸上 男子4×100mリレー代表 ■卓球 水谷隼 ■カヌー 羽根田卓也 |
| 2017年 | ■スピードスケート 小平奈緒                            | ■スピードスケート 髙木美帆 ■フィギュアスケート 羽生結弦 | ■スピードスケート 髙木菜那 女子チームパシュート日本代表 ■卓球 石川佳純 吉村真晴 ■バドミントン 奥原希望                                                                   | ■競泳 小嶋美紅 ■レスリング 熊野ゆづる ■ライフル射撃 島田敦 遠藤雅也 清水彰人                                                                                                   | ■陸上 荒井広宙 ■ノルディック複合 渡部暁斗 ■スノーボード 平野歩夢 ■カーリング 女子カーリング日本代表                                                           |
| 2018年 | ■テニス 大坂なおみ                                    | ■スキージャンプ 小林陵侑                                | ■レスリング 乙黒拓斗 川井梨紗子 ■セーリング 吉田愛 吉岡美帆 ■柔道 阿部一二三 ■空手道 喜友名諒                                                                            | ■体操 北園丈琉 ■レスリング 須﨑優衣 ■フェンシング 上野優佳 ■ローラースポーツ 四十住さくら ■スノーボード 大塚健 ■フィギュアスケート 紀平梨花                                    | ■水泳 池江璃花子 ■体操 村上茉愛 ■卓球 世界選手権大会女子日本代表チーム ■ゴルフ 金谷拓実                                                                       |
| 2019年 | ■ゴルフ 渋野日向子                                    | ■バドミントン 桃田賢斗                                  | ■陸上競技 鈴木雄介 ■体操/トランポリン 森ひかる ■スケート 新濱立也 ■自転車 梶原悠未                                                                                       | ■テニス 望月慎太郎 ■バレーボール ジュニア世界選手権大会女子日本代表チーム ■スケート 鍵山優真 ■アイスホッケー ローザンヌ冬季ユースオリンピック女子日本代表チーム ■卓球 長﨑美柚 | ■体操/新体操 世界新体操選手権大会日本代表チーム ■レスリング 川井梨紗子 ■柔道 世界柔道選手権大会男女混合団体戦日本代表 ■スポーツクライミング 楢﨑智亜          |
| 2020年 | 新型コロナウイルス感染症の影響により表彰なし          | 新型コロナウイルス感染症の影響により表彰なし            | 新型コロナウイルス感染症の影響により表彰なし | 新型コロナウイルス感染症の影響により表彰なし | 新型コロナウイルス感染症の影響により表彰なし |
| 2021年 | ■スピードスケート 高木美帆                            | ■スノーボード 平野歩夢 ■競泳 大橋悠依                   | ■ボクシング 入江聖奈 ■体操 橋本大輝 ■卓球 水谷隼、伊藤美誠 ■スキージャンプ 小林陵侑                                                                                      | ■スケートボード 西矢椛 ■スノーボード 村瀬心椛 | ■空手 喜友名諒 ■フェンシング 2020年東京オリンピック男子エペ団体日本代表 ■フィギュアスケート 鍵山優真 ■カーリング 2022年北京オリンピック女子カーリング日本代表 |
| 2022年 | ■体操 橋本大輝                                        | ■フィギュアスケート 宇野昌磨 坂本花織                   | ■陸上競技 山西利和 ■フィギュアスケート 三浦璃来 木原龍一 ■バドミントン 山口茜 ■フェンシング 江村美咲 ■サーフィン 五十嵐カノア                                            | ■スノーボード 長谷川帝勝 ■フィギュアスケート 島田麻央 | ■陸上競技 北口榛花 ■スキージャンプ 小林陵侑 ■スノーボード 三木つばき ■自転車 中村輪夢                                                                         |
| 2023年 | ■陸上競技 北口榛花                                    | ■フィギュアスケート 坂本花織 ■フェンシング 江村美咲     | ■レスリング 須﨑優衣 ■水球 第19回アジア競技大会（2022/杭州）男子日本代表チーム ■柔道 阿部一二三 阿部詩 ■ソフトボール 第19回アジア競技大会（2022/杭州）女子日本代表チーム | ■スケートボード 開心那 ■ゴルフ 馬場咲希 | ■卓球 早田ひな ■バレーボール FIVBワールドカップバレー2023男子日本代表チーム ■モーグル 堀島行真                                                                |
| 2024年 | ■スケートボード 堀米雄斗                              | ■体操 岡慎之助                                          | ■陸上競技 北口榛花 ■レスリング 鏡優翔 ■フェンシング 加納虹輝 ■柔道 阿部一二三 永瀬貴規 ■フィギュアスケート 島田麻央 ■ブレイキン 湯浅亜実                                 | ■テニス 園部八奏 | ■飛込 玉井陸斗 ■馬術 大岩義明 北島隆三 戸本一真 田中利幸 ■ゴルフ 松山英樹 ■近代五種 佐藤大宗 ■スポーツクライミング 安楽宙斗                                   |

### 特別貢献賞
| 年度   | 氏名                                                     |
| ------ | -------------------------------------------------------- |
| 2002年 | 田村亮子 日本水泳連盟                                    |
| 2003年 | 該当者なし                                               |
| 2004年 | 室伏広治 日本水泳連盟                                    |
| 2005年 | 該当者なし                                               |
| 2006年 | 日本ソフトボール協会                                     |
| 2007年 | 該当者なし                                               |
| 2008年 | 日本水泳連盟                                             |
| 2009年 | 該当者なし                                               |
| 2010年 | 該当者なし                                               |
| 2011年 | 該当者なし                                               |
| 2012年 | 該当者なし                                               |
| 2013年 | 上村愛子 コシノジュンコ                                  |
| 2014年 | 該当者なし                                               |
| 2015年 | 該当者なし                                               |
| 2016年 | 荻原健司 荻原次晴                                        |
| 2017年 | 該当者なし                                               |
| 2018年 | 大林素子 宮下純一 伊藤華英                               |
| 2019年 | 藤本隆宏                                                 |
| 2020年 | 表彰なし                                                 |
| 2021年 | 東京2020大会ボランティア                                 |
| 2022年 | 野球 日本代表チーム                                      |
| 2023年 | FIBAバスケットボールワールドカップ2023男子日本代表チーム |
| 2024年 | 飯田隆 江村美咲 半井重幸                                 |

### トップアスリートサポート賞
| 年度   | 最優秀団体賞         | 優秀団体賞 |
| ------ | -------------------- | --- |
| 2004年 | 三井住友海上火災保険 | ジャパンエナジー 旭化成 ルネサス テクノロジ 日本体育大学 鹿屋体育大学 東海大学 山梨学院大学 立命館大学                                                                                    |
| 2005年 | 北野建設             | 徳洲会 関東自動車工業 協和発酵工業 順天堂大学 関西大学 |
| 2008年 | 綜合警備保障         | 富士通 東京シンクロクラブ 日本テレビフットボールクラブ 三井住友海上火災保険 日立製作所ソフトウェア事業部 三洋電機 NECセミコンダクターズ九州・山口 セントラルスポーツ 天理大学 国士舘大学  |
| 2009年 | 日本電産サンキョー   | 埼玉スウィンスイミングスクール 徳洲会 日本体育大学体操競技部 朝日生命体操クラブ ダイチ 相澤病院 中京大学 関西大学 アビームコンサルティング 三井住友海上火災保険 了徳寺学園 近畿大学洋弓部 |
| 2012年 | 自衛隊体育学校       | 東レ 日本たばこ産業 久光製薬 中国銀行 デンソー 日立オートモティブシステムズ ルネサス セミコンダクタ九州・山口 NEXUS                                                                       |
| 2013年 | 土屋ホーム           | ワコール ジェイエスエス コナミスポーツ＆ライフ 順天堂大学体操競技部 徳洲会 鶴見ジュニア体操クラブ 東海大学 パーク24                                                                       |
| 2016年 | コナミスポーツクラブ | 至学館大学 東海大学 綜合警備保障 旭化成 日本ユニシス |
| 2017年 | 相澤病院             | 自衛隊体育学校 日本体育大学 全日本空輸 了徳寺学園 |
| 2022年 | パーク24             | 旭化成 自衛隊体育学校 スターツコーポレーション セントラルスポーツ 土屋ホーム 日本体育大学                                                                                                 |
| 2024年 | NEXUS                | 日本航空 JFAアカデミー福島女子 セントラルスポーツ 徳洲会体操クラブ 全国農業協同組合連合会 パーク24                                                                                        |

### 女性スポーツ賞
| 年度   | 氏名                                         |
| ------ | -------------------------------------------- |
| 2014年 | 日本女子テニス連盟                           |
| 2015年 | 岸田則子                                     |
| 2016年 | 宮嶋泰子                                     |
| 2017年 | マラソンフェスティバルナゴヤ・愛知組織委員会 |
| 2018年 | 小笠原悦子                                   |
| 2019年 | 一般社団法人全国ママさんバレーボール連盟     |
| 2020年 | 表彰なし                                     |
| 2021年 | 日本女子プロサッカーリーグ                   |
| 2022年 | 山下良美                                     |
| 2023年 | 能瀬さやか                                   |
| 2024年 | 松田基子                                     |

### オリンピック・オーダー
| 年度   | 氏名       | 種別 | 主な役職、成績等                                                                     |
| ------ | ---------- | ---- | ------------------------------------------------------------------------------------ |
| 1975年 | 東龍太郎   | 銀章 | 日本体育協会会長、IOC委員、JOC名誉会長                                               |
| 1977年 | 田畑政治   | 銀章 | 日本水泳連盟会長、JOC名誉委員長                                                      |
| 1978年 | 鈴木良徳   | 銅章 | JOC常任委員                                                                          |
| 1979年 | 織田幹雄   | 銀章 | 1928年アムステルダム五輪男子三段跳び金メダリスト                                     |
| 1980年 | 鶴田義行   | 銀章 | 1928年アムステルダム、1932年ロサンゼルス両五輪金メダリスト                           |
| 1981年 | 兵藤秀子   | 銀章 | 1936年ベルリン五輪女子200m平泳ぎ金メダリスト                                         |
| 1982年 | 竹田恒徳   | 銀章 | IOC名誉委員                                                                          |
| 1982年 | 八田一朗   | 銀章 | 日本レスリング協会会長                                                               |
| 1983年 | 柴田勝治   | 銀章 | JOC委員長、日本アマチュアボクシング連盟会長                                          |
| 1983年 | 南部忠平   | 銀章 | 1932年ロサンゼルス五輪男子三段跳び金メダリスト                                       |
| 1984年 | 伴素彦     | 銀章 | 全日本スキー連盟会長                                                                 |
| 1984年 | 藤田明     | 銀章 | 日本水泳連盟会長                                                                     |
| 1984年 | 藤井舜次   | 銀章 | 日本近代五種・バイアスロン連合名誉副会長                                             |
| 1984年 | 水野健次郎 | 銀章 | ミズノ会長、水野国際スポーツ交流財団会長                                             |
| 1984年 | 浅野均一   | 銀章 | JOC名誉委員                                                                          |
| 1985年 | 青木半治   | 銀章 | 日本陸上競技連盟名誉会長                                                             |
| 1985年 | 大島鎌吉   | 銀章 | JOC名誉委員、1932年ロサンゼルス五輪男子三段跳び銅メダリスト                          |
| 1989年 | 清川正二   | 銀章 | IOC名誉委員、1932年ロサンゼルス五輪男子100m背泳ぎ金メダリスト                        |
| 1989年 | 近藤天     | 銀章 | 日本体操協会会長                                                                     |
| 1989年 | 西田修平   | 銀章 | 1932年ロサンゼルス、1936年ベルリン両五輪男子棒高跳び銀メダリスト                     |
| 1989年 | 宮崎康二   | 銀章 | 1932年ロサンゼルス五輪男子100m、男子800mリレー金メダリスト                           |
| 1990年 | 田島直人   | 銀章 | 1936年ベルリン五輪金メダリスト                                                       |
| 1990年 | 小池禮三   | 銀章 | 1932年ロサンゼルス五輪男子200m平泳ぎ銀メダリスト                                     |
| 1990年 | 佐藤朝生   | 銀章 | JOC評議員、札幌冬季オリンピック大会組織委員会事務総長                                |
| 1991年 | 堤義明     | 金章 | JOC会長、全日本スキー連盟会長、日本アイスホッケー連盟会長                            |
| 1991年 | 廣堅太郎   | 銀章 | JOC評議員、IOC総会事務総長                                                           |
| 1991年 | 荻村伊智朗 | 銀章 | 国際卓球連盟会長                                                                     |
| 1993年 | 安齋實     | 銀章 | JOC評議員、日本ライフル射撃協会会長                                                  |
| 1993年 | 宮川毅     | 銀章 | IOC報道委員、JOC理事                                                                 |
| 1995年 | 古橋廣之進 | 銀章 | JOC会長、日本水泳連盟会長、国際水泳連盟副会長、国際大学スポーツ連盟副会長            |
| 1995年 | 笹原正三   | 銀章 | 日本レスリング協会会長、1956年メルボルン五輪男子フリースタイルフェザー級金メダリスト |
| 1995年 | 松平康隆   | 銀章 | JOC副会長、日本バレーボール協会名誉会長、国際バレーボール連盟副会長                  |
| 1995年 | 荒川清美   | 銀章 | JOC名誉委員                                                                          |
| 1995年 | 鬼鞍弘起   | 銀章 | JOC名誉委員                                                                          |
| 1997年 | 八木祐四郎 | 銀章 | JOC会長、全日本スキー連盟専務理事                                                    |
| 1997年 | 佐野雅之   | 銀章 | JOC理事                                                                              |
| 1998年 | 上田宗良   | 銀章 | JOC理事、日本ホッケー協会会長                                                        |
| 1998年 | 黒田善雄   | 銀章 | JOC名誉委員、IOC医事委員、OCA医事委員長                                              |
| 1998年 | 斎藤英四郎 | 金章 | 長野冬季オリンピック大会組織委員会会長、JOC評議員                                    |
| 1998年 | 吉村午良   | 銀章 | 長野冬季オリンピック大会組織委員会副会長、長野県知事                                 |
| 1998年 | 塚田佐     | 銀章 | 長野冬季オリンピック大会組織委員会副会長、長野市長                                   |
| 1998年 | 小林實     | 銀章 | 長野冬季オリンピック大会組織委員会事務総長                                           |
| 1999年 | 加藤大豊   | 銀章 | JOC名誉委員                                                                          |
| 2000年 | 小掛照二   | 銀章 | JOC副会長、日本陸上競技連盟副会長                                                    |
| 2000年 | 南洞邦夫   | 銀章 | JOC評議員、日本カーリング協会会長                                                    |
| 2001年 | 岡本雄作   | 銀章 | JOC監事、日本自転車競技連盟副会長                                                    |
| 2001年 | 藤木宏清   | 銀章 | JOC評議員、日本カヌー連盟副会長                                                      |
| 2001年 | 水野正人   | 銀章 | ミズノ代表取締役社長、IOCスポーツ環境委員会委員                                      |
| 2001年 | 鬼塚喜八郎 | 銀章 | アシックス取締役会長                                                                 |
| 2001年 | 石本恵一   | 銀章 | デサント代表取締役会長                                                               |
| 2001年 | 船木和喜   | 銀章 | 1998年長野五輪男子団体、男子ラージヒル金メダリスト                                   |
| 2002年 | 冨田正一   | 銀章 | 国際アイスホッケー連盟副会長、JOC評議員、日本アイスホッケー連盟副会長                |
| 2002年 | 赤木恭平   | 銀章 | JOC名誉委員、全日本ボウリング協会会長                                                |
| 2012年 | 岡野俊一郎 | 銀章 | IOC名誉委員、JOC理事                                                                 |
| 2012年 | 猪谷千春   | 銀章 | IOC名誉委員、JOC理事                                                                 |
| 2012年 | 川廷榮一   | 銀章 | 国際テニス連盟名誉副会長、JOC名誉委員                                                |
| 2016年 | 小野清子   | 銀章 | JOC名誉委員                                                                          |
| 2016年 | 川淵三郎   | 銀章 | JOC名誉委員                                                                          |
| 2020年 | 安倍晋三   | 金章 | 前内閣総理大臣                                                                       |